# 花田口停留場
花田口停留場（日语：／ Hanataguchi teiryūjō */?）是一個位於日本大阪府堺市堺區車之町東1丁，屬於阪堺電氣軌道阪堺線的停留場。車站編號為HN21。

### 車站構造
夾著平交道2面2線的地面車站。

## 相鄰停留場
阪堺電氣軌道
■阪堺線
妙國寺前（HN20）－花田口（HN21）－大小路（HN22）